# Przyczółek bratysławski

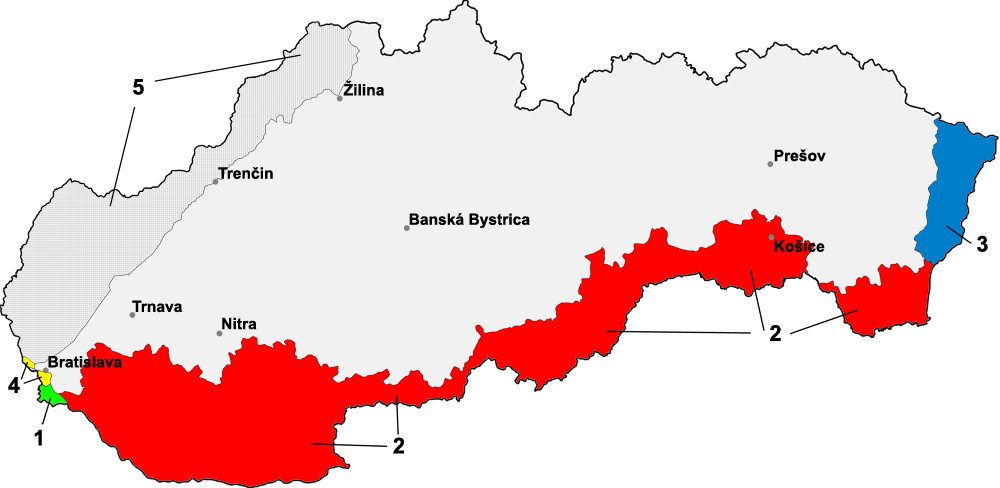
Zmiany granic Słowacji w latach 1938–1947. Kolorem zielonym zaznaczono tereny anektowane przyłączone w 1947

Mapa przyczółka bratysławskiego

Przyczółek bratysławski (słow. Bratislavské predmostie, węg. Pozsonyi hídfő, niem. Pressburger (Bratislavaer) Brückenkopf) – dawna potoczna nazwa jedynej części Słowacji (wcześniej – Czechosłowacji) położonej na południe od Dunaju. W całości leży w granicach Bratysławy.
Przyczółek bratysławski powstał w wyniku rozbioru Królestwa Węgier na mocy traktatu w Trianon. 14 sierpnia 1919 wojsko czechosłowackie zajęło leżącą na południowym brzegu Dunaju, naprzeciwko Bratysławy, wieś Petržalka (węg. Pozsonyligetfalu, niem. Engerau). Na żądanie delegacji czechosłowackiej na konferencji pokojowej w Wersalu przyznano ten teren Czechosłowacji. Powodem było to, że mieszkańcy Bratysławy mieli tu ogrody, pola uprawne i letniska. Przed przyłączeniem do Czechosłowacji teren ten należał do komitatu Pozsony. W 1910 wieś liczyła 2,9 tys. mieszkańców, w tym 2,0 tys. Niemców, 0,5 tys. Węgrów, 0,3 tys. Słowaków. Przyczółek miał wówczas 29 km² powierzchni.
Po rozbiorze Czechosłowacji w 1938 Petržalka (wraz z Devínem po drugiej stronie Dunaju) została przyłączona do Niemiec. W 1945 powróciła do odtworzonej Czechosłowacji. Na konferencji pokojowej w Paryżu delegacja czechosłowacka ze względów strategicznych żądała powiększenia przyczółka o kolejnych pięć wsi: Rusovce (węg. Oroszvár, niem. Karlburg, chorw. Rosvar), Jarovce (węg. Horvátjárfalu, niem. Kroatisch Jahrndorf, chorw. Hrvatski Jandrof), Čunovo (węg. Dunacsún, niem. Sarndorf, chorw. Čunovo), Rajka (niem. Ragendorf) i Bezenye (chorw. Bizonja, niem. Pallersdorf) z węgierskiego komitatu Moson. Pokój paryski z 10 lutego 1947 przyznał Czechosłowacji trzy pierwsze miejscowości i pozostawił dwie ostatnie przy Węgrzech. Po wejściu pokoju paryskiego w życie 15 października 1947 przyczółek bratysławski powiększono w ten sposób o 65 km², do dzisiejszych 94 km². Rusovce zamieszkiwali głównie Niemcy (ponad 70%), Jarovce – głównie Chorwaci (80%), a Čunovo – Chorwaci, Niemcy i Węgrzy. Nie obyło się bez wysiedleń ludności – Rusovce opuścili Niemcy i zamieszkali tam Węgrzy, a ich domy zajęli Słowacy; dzisiaj mieszkańcy urodzeni na Węgrzech to zaledwie 15% społeczeństwa. Čunovo i Jarovce w mniejszym stopniu objęły wysiedlenia (z powodu dużego odsetka Chorwatów), głównie miejscowych Niemców.
Po drugiej wojnie światowej przyczółek bratysławski, szczególnie Petržalka, stał się sypialnią Bratysławy. Nastąpił wspomniany masowy napływ Słowaków, którzy obecnie stanowią absolutną większość ludności tego terenu. W 1946 włączono do Bratysławy Petržalkę, a w 1972 Jarovce, Rusovce i Čunovo. Obecnie przyczółek bratysławski stanowi powiat Bratysława V, dzielący się na cztery dzielnice: Petržalka, Jarovce, Rusovce i Čunovo.